# Isla Norfolk
La Isla Norfolk  (en inglés: Norfolk Island, pronunciado /ˈnɔːɹfək/; pitcairnés-norfolkense: Norfuk Ailen) es un territorio australiano que está ubicado en el Océano Pacífico.
Actualmente está compuesto por tres islas situadas entre Australia, Nueva Zelanda y Nueva Caledonia. Es uno de los territorios insulares de Australia. 
Se encuentra a 1600 km al este de Sídney. En mayo de 2015 se le adjudicó la responsabilidad al Estado australiano de proveer de servicios estatales y financiamiento para las islas.
La isla de Norfolk tiene una superficie de 36 km². Junto a las islas de Philip y Nepean forma el Territorio del Archipiélago de Norfolk.
En un censo aplicado en 2021, tenía 2188 habitantes que vivían en una superficie total de unos 35 km². La araucaria de la Isla de Norfolk, que se encuentra representada en su bandera oficial, es el emblema de la isla. Este pino es endémico, pero actualmente es cultivado en todo el mundo por su valor ornamental.
Su capital y sede administrativa es Kingston, mientras que su ciudad principal y asentamiento más grande es Burnt Pine. En 1914, el Reino Unido entregó la isla de Norfolk a Australia para que la administrara como territorio externo.

## Historia

### Asentamientos tempranos
La isla de Norfolk estaba deshabitada cuando llegaron los primeros ocupantes europeos en 1774, pero se han encontrado evidencias de que había sido ocupada previamente. 
Los restos arqueológicos han sido interpretados como una única fase de ocupación, en el período comprendido entre los años 1150 y 1450 d.C., con pobladores que probablemente llegaron desde la Polinesia Oriental a través de las Islas Kermadec.
Entre los indicadores de estos asentamientos se encontraron azuelas y cinceles de basalto y obsidiana, así como canoas, artefactos de madera y plantaciones de banano.
Algunos indicios también indican la presencia de objetos melanesios en la Bahía de Emily, abriendo la posibilidad que la isla haya sido visitada por habitantes de Nueva Caledonia.

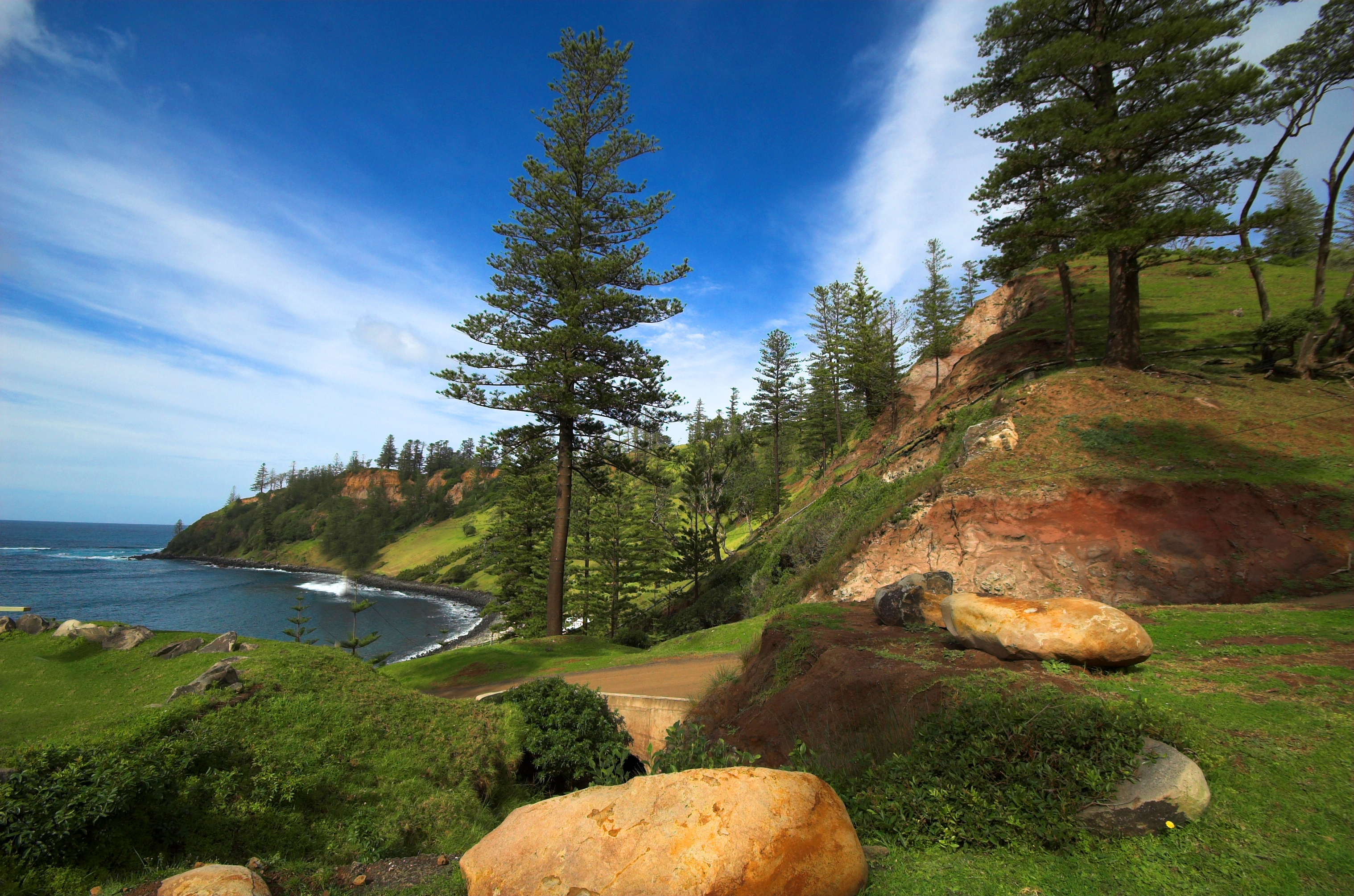
Araucarias de la Isla Norfolk.

### Primer asentamiento (1788-1814)

#### Colonización de origen europeo
El primer europeo conocido que avistó la isla fue James Cook, noveno Duque de Norfolk (1685-1777), en 1774, en su segundo viaje al Pacífico Sur en el HMS Resolution.
Fue él quien le dio el nombre a la isla inspirándose en el nombre de la esposa de Edward Howard. Cook pisó tierra el jueves 11 de octubre de 1774, y se asombró ante los altos árboles y las plantas similares al lino, de las que llevó muestras a Inglaterra, e informó de su uso potencial para la Armada Real.
En ese entonces, Gran Bretaña era muy dependiente del lino (para confeccionar velas) y del cáñamo (para las cuerdas). También dependían de la madera de Nueva Inglaterra (para los palos mayores), que no les era suministrada durante la guerra de Independencia de los Estados Unidos.
Cualquier amenaza al suministro de estas materias primas, ponía en peligro la supremacía marítima de Gran Bretaña. 
Algunos historiadores, entre los que se destaca Geoffrey Blainey en su libro La Tiranía de la Distancia, sostienen que la Isla Norfolk sirvió como fuente alternativa de esos recursos, lo que fue, según ellas, una razón de gran importancia para la fundación de la Colonia Penal de Nueva Gales del Sur por la Primera Flota en 1788.
Cuando la Primera Flota zarpó para fundar una colonia penal en Nueva Gales del Sur,Philip Gidley King recibió la orden del Gobernador Arthur Phillip de colonizar la Isla Norfolk, para prevenir que cayera en manos de Francia, cuyos líderes navales también se mostraban interesados por el Pacífico. 
Cuando la flota llegó al puerto de Sídney en enero de 1788, Arthur Phillip ordenó al lugarteniente Philip Gidley King que encabezara una partida de quince convictos y siete hombres libres para que tomaran el control de la isla y la prepararan para su desarrollo comercial. Llegaron a la Isla Norfolk el 6 de marzo de 1788. 
Durante el primer año de asentamiento, más convictos y soldados fueron enviados a la isla Norfolk y la isla comenzó a servir a Sídney como granja, aprovisionándoles de grano y verduras. Sin embargo, las cosechas fracasaban debido a los vientos salados, las ratas y otras plagas. La falta de un puerto natural dificultaba las comunicaciones y el transporte de abastecimientos y productos.
Manning Clark', historiador Australiano, observó en los relatos de la época, que al principio los convictos se comportaban bien, pero mientras llegaban más desde Sídney, estos recobraban sus prácticas delictivas. Lo anterior derivó en un intento de derrocamiento del gobernador King en enero de 1789 por los convictos, descrito por Margaret Hazzard como: «Pícaros incorregibles que toman su 'buena voluntad' como debilidad». Mientras que algunos convictos respondieron bien a la oportunidad ofrecida de volverse respetables, la mayoría permanecieron como «desgraciados holgazanes y miserables», según Clark. 
En marzo de 1790, durante la hambruna inminente en Sídney, fueran llevados a la Isla Norfolk gran cantidad de convictos y marinos en el HMS Sirius. Este intento de aliviar la presión en Sídney se volvió un desastre cuando el Sirius naufragó. Aunque no hubo muertos, se perdieron provisiones y la tripulación del barco estuvo aislada diez meses. Esta noticia fue recibida en Sídney con una consternación atroz.
A partir de ese momento la Isla Norfolk se separó de Sídney, que, tras la llegada de la Segunda Flota cargada de convictos enfermos y maltrechos, tenía otros problemas más importantes a los que hacer frente. 
A pesar de esto, el asentamiento fue creciendo lentamente a medida que llegaban más convictos desde Sídney. Se establecieron relaciones, y comenzaron a nacer niños. Muchos convictos eligieron permanecer en Isla Norfolk como colonos al término de su sentencia y la población alcanzó el millar de personas en 1792. La Isla Norfolk fue gobernada por una sucesión de comandantes temporales durante los once años siguientes, comenzando con el reemplazo de King, Robert Ross, de 1789 a 1790.
Cuando Joseph Foveaux llegó como Gobernador Lugarteniente en 1800, encontró el asentamiento desordenado y en malas condiciones, ya que en los cuatro años anteriores no se había llevado a cabo correctamente la tarea de mantenimiento, y comenzó a mejorarlo, haciendo obras públicas e intentos para mejorar la educación. 
Desde 1794, el gobierno británico instaba al cierre de la Isla Norfolk como asentamiento penal, debido a que estaba demasiado lejos y costaba mucho mantenerlo. En 1803 el Secretario de Estado, Lord Hobart, requirió el traslado de parte del establecimiento militar de la Isla Norfolk, colonos y convictos, a Tasmania, debido al gran gasto y dificultades en la comunicación entre la Isla Norfolk y Sídney.
Esto fue realizado más lentamente de lo que se preveía, debido a la resistencia de los colonos de ser desarraigados de la tierra que habían conseguido domesticar y las exigencias de indemnización por pérdidas. El primer grupo, compuesto por 159 personas, de las que cuatro eran colonos y el resto convictos con sus familias y personal militar, dejó la isla en febrero de 1805. Entre noviembre de 1807 y septiembre de 1808, otros cinco grupos partieron, en total 554 personas. 
Sólo 200 personas permanecieron en la isla, formando un pequeño asentamiento hasta 1813, año en el que fue levantado. Un pequeño grupo se quedó para destruir todos los edificios y los bienes que permanecían en la isla, para que ningún otro país, especialmente europeo, se sintiera tentado a visitar el lugar. La Isla Norfolk permaneció abandonada entre el 15 de febrero de 1814 y el 6 de junio de 1825.

### Segundo asentamiento penal

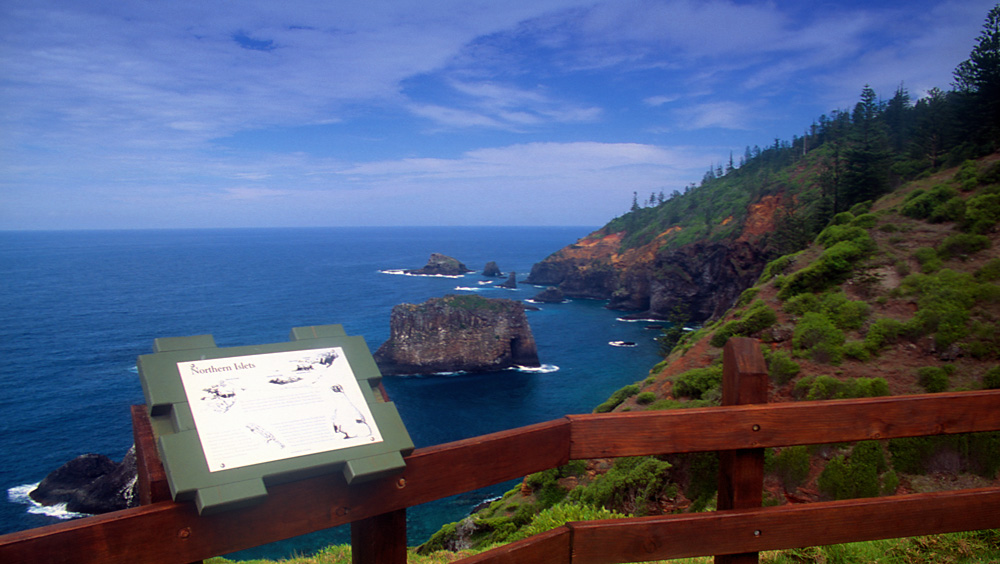
Imagen de la costa.

En 1824 el gobierno británico dio instrucciones al Gobernador de Nueva Gales del Sur Thomas Brisbane de ocupar la Isla Norfolk como un lugar al que mandar «lo peor de entre los convictos». Su lejanía, vista anteriormente como una desventaja.
Fue en ese momento vista como un recurso para el castigo de los «convictos dobles», aquellos que habían cometido crímenes tras su llegada a Nueva Gales del Sur. Brisbane aseguró a sus superiores que «el criminal que es enviado allí es excluido para siempre de cualquier esperanza de vuelta». 
Él vio a la Isla Norfolk como «el non plus ultra del castigo para los convictos». Su sucesor, el gobernador Ralph Darling, fue aún más severo que Brisbane, deseando que la Isla Norfolk fuera «un lugar en el que se llevara el más extremo castigo». Igualmente, el gobernador George Arthur pensaba que «cuando los prisioneros son enviados a la Isla Norfolk, no se les debería permitir de ninguna manera volver. 
El traslado allí debería ser considerado como el último límite, un castigo que solo podría limitar la muerte». Claramente, la reformación de los convictos, el supuesto objetivo de un sistema de transporte penal tanto como el castigo, no era visto como objetivo en el asentamiento penal de Isla Norfolk.
Después de un motín en 1834, el padre William Ullathorne, vicario general de Sídney, visitó la Isla Norfolk para confortar a los amotinados debido a la ejecución. Encontró «la escena más desgarradora que había presenciado».
Teniendo el deber de informar a los prisioneros de quién era indultado y quién tenía que morir, le impresionó «el hecho literal de que cada hombre que oía su indulto lloraba amargamente, mientras que cada hombre que oía su condena se arrodillaba con los ojos secos y daba gracias a Dios». 
El informe de 1846 del juez de paz Robert Pringle Stuart expuso la escasez y la mala calidad de la comida, la inadecuación del alojamiento, los horrores de la tortura y el azotamiento incesante, la insubordinación de los convictos y la corrupción de los capataces.
El obispo Robert Willson visitó la Isla Norfolk desde Tasmania en tres ocasiones. Tras su primera visita en 1846 informó a la Cámara de los Lores que, por primera vez, se dio cuenta de la enormidad de las atrocidades perpetradas bajo la bandera británica e intentó remediarlo. 
Willson volvió en 1849 y encontró que se habían llevado a cabo numerosas reformas. Aun así, rumores de nuevas atrocidades le llevaron de vuelta en 1852, y esta visita tuvo como resultado un informe negativo, listando atrocidades y culpando al sistema, que investía a un hombre con poder sobre tanta gente en un lugar tan lejano.
Solo algunos convictos dejaron registros escritos de lo que pasaba allí. Sus descripciones de las condiciones de vida, trabajo, alimentación, alojamiento y, sobre todo, los castigos infligidos por ofensas aparentemente triviales, son horribles, pues describen un asentamiento desprovisto de cualquier tipo de decencia, bajo las reglas de hierro de los tiránicos comandantes autocráticos. 
Las acciones de algunos de los comandantes, como Morisset, y, sobre todo, las de Price parecen ser excesivamente duras. Todos excepto uno fueron oficiales militares, educados en un sistema en el que la disciplina era inhumanamente severa. Además, los comandantes contaron con gran número de guardas militares, capataces civiles, alguaciles ex-convictos y convictos confidentes que les proporcionaban la información que necesitaban y llevaban a cabo sus órdenes.
De estos comandantes, parece que solo Alexander Maconochie se dio cuenta de que las brutalidades podrían provocar desafíos, como había sido demostrado por los motines de 1826, 1834 y 1846, e intentó aplicar sus teorías de reforma penal, usando tanto castigos como incentivos. Sus métodos fueron criticados por ser demasiado suaves y él fue reemplazado, lo que devolvió al asentamiento a las brutalidades. 
El segundo asentamiento penal comenzó a llegar a su fin después de 1847, y el Gobierno Británico envió a Tasmania a los últimos convictos que quedaban en la Isla Norfolk en mayo de 1855. Fue abandonado porque el traslado a Tasmania había cesado en 1853 y fue reemplazado por trabajos forzosos en Gran Bretaña.

### Tercer asentamiento
El 6 de junio de 1856, otro grupo de exiliados llegó a la Isla Norfolk. Estos eran los descendientes de los tahitianos y los amotinados del HMAV Bounty, reagrupados desde las Islas Pitcairn, en las que no cabía más población, por lo que el Gobierno Británico había permitido el traslado de parte de la población a la Isla Norfolk, que fue desde entonces establecida como una colonia separada de Nueva Gales del Sur pero bajo la administración del gobernador de dicha colonia.
Los llegados de Pitcairn ocuparon muchos de los edificios que quedaban de los asentamientos penales, y gradualmente establecieron sus industrias de cultivo y caza de ballenas en la isla. Aunque algunas familias decidieron volver a Pitcairn en 1858 y 1863, la población de la isla siguió creciendo lentamente a medida que la isla aceptaba colonos, que a menudo llegaban en flotas balleneras.
En 1867, los cuarteles generales de la Misión Melanésica de la Iglesia de Inglaterra se establecieron en la isla, y en 1882 se erigió una iglesia en honor a San Bernabé, en memoria del obispo cabeza de la Misión John Coleridge Patteson, con ventanas diseñadas por Burne-Jones y ejecutadas por William Morris. 
En 1920 la Misión fue trasladada desde la isla a las Islas Salomón, para estar más cerca de su objetivo evangelizador. Después de la creación de la Mancomunidad de Australia en 1901, la Isla Norfolk fue situada bajo la autoridad del gobierno del nuevo país, siendo administrada como un territorio externo desde 1914.
Durante la Segunda Guerra Mundial, la isla fue usada como un base aérea clave y una localización para repostar entre Australia y Nueva Zelanda. Como la isla cayó bajo el área de responsabilidad de Nueva Zelanda, fue guarnecida por la unidad de la Armada de Nueva Zelanda conocida como N Force. Aun así, la isla nunca fue atacada durante la guerra. 
El escritor estadounidense James A. Michener estuvo acuartelado en la isla durante la guerra del Pacífico y relata parte de sus experiencias en una de sus obras: 'Relatos de los Mares del Sur'.

## Política

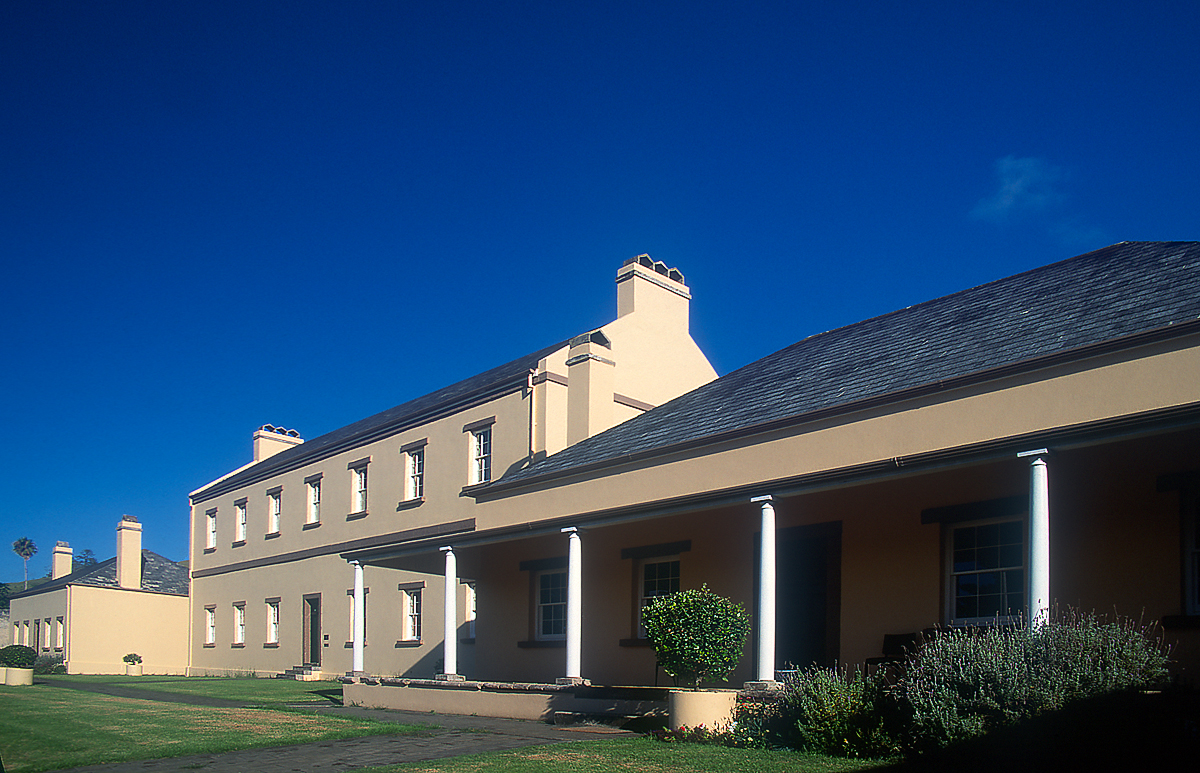
La prisión de la Isla Norfolk en Kingston, la capital.

La Isla Norfolk es el único territorio australiano no continental que ha conseguido el autogobierno. La Ley de la Isla Norfolk, aprobada por el Parlamento de Australia en 1979, es el acta bajo la cual la isla es gobernada. 
El Gobierno australiano mantiene autoridad sobre la isla a través del Administrador, que es elegido por el Gobernador General de Australia. Una Asamblea Legislativa es elegida mediante votación popular cada tres años, aunque la legislación aprobada por el Parlamento australiano puede extender su efecto al territorio isleño.
La Asamblea consiste en nueve escaños, y los electores tienen que proponer nueve votos en las mismas condiciones, de los cuales no más de cuatro pueden ser dados al mismo individuo. Este método de elección se llama "sistema de votación múltiple ponderada". Cuatro de los miembros de la Asamblea forman el Consejo Ejecutivo, que funciona como asesor del Administrador. 
El sufragio es universal a los dieciocho años. La capital oficial de la isla es Kingston, que funciona básicamente como centro de gobierno, más que como asentamiento.
La fiesta nacional es Bounty Day, celebrada el 8 de junio, que celebra la llegada de los habitantes de Pitcairn en 1856. Las ordenanzas locales y las actas son efectivas en la isla, en la que la mayor parte de la legislación está basada en el sistema legal australiano. Las leyes australianas generales son efectivas en la isla cuando su campo de actuación no está cubierto por leyes australianos especiales o leyes de la Isla Norfolk.
Como parte del territorio australiano, la Isla Norfolk no tiene representantes diplomáticos, ni participa en ninguna organización internacional, excepto en las organizaciones deportivas. La bandera consta de tres bandas verticales, siendo la central un poco mayor que las otras dos y pintada de blanco, mientras que las laterales están pintadas de verde, y encontrándose centrado en la banda central un pino de Norfolk (Araucaria heterophylla) verde.

### Estatus constitucional
Existe cierta controversia sobre el estatus exacto de Isla Norfolk. A pesar del estatus de territorio autogobernado de Australia que posee la isla, algunos de sus habitantes reclaman que fue declarada totalmente independiente cuando la Reina Victoria dio permiso a los habitantes de Pitcairn para instalarse en la Isla Norfolk. 
Los habitantes de esta isla no pagan impuestos australianos (por lo que se la considera un paraíso fiscal), y la isla está sujeta a una legislación de inmigración diferente a la del resto del país. Este punto de vista ha sido repetidamente rechazado por el Comité Territorial del Parlamento de Australia (la última vez fue en 2004), y también fueron rechazadas por el Tribunal Supremo de Australia. 
El Parlamento de Australia tiene pleno poder para legislar sobre la isla, incluyendo la posibilidad de derogar cualquier ley aprobada por la Asamblea Legislativa de la Isla Norfolk.
Los habitantes de Australia y los residentes en cualquier otra parte del país no tienen derecho automático de residencia en la isla: los habitantes de Australia tienen que presentar o el pasaporte o el Documento de Identidad para viajar a la isla. Los ciudadanos de cualquier otra parte del mundo deben llevar un pasaporte aunque lleguen de otro lugar de Australia.
La residencia en la Isla Norfolk se concede normalmente de manera similar a la mayoría de países hoy en día: siendo acreditado por un residente de la isla o una operación comercial en ella. La residencia temporal también puede ser concedida a trabajadores cualificados necesarios para los servicios de la isla. 
Los residentes permanentes de Isla Norfolk deben solicitar la ciudadanía australiana tras tener los requerimientos normales de residencia. Los niños nacidos en la isla son ciudadanos australianos si al menos uno de los progenitores es ciudadano australiano o tiene allí su residencia permanente en el momento del nacimiento (o la persona nació antes del 20 de agosto de 1986).
La Isla Norfolk no está cubierta bajo el seguro médico australiano. A todos los visitantes de la isla, incluyendo los australianos, se les recomienda tener seguro de viajes. Las enfermedades mentales graves no se tratan en la isla, sino que los pacientes son llevados de vuelta a la Australia continental, si es necesario, por la Fuerza Aérea Real Australiana.
En marzo de 2002 se cometió el primer asesinato en la isla desde 1856, siendo el asesino condenado en 2007.

## Geografía
La Isla Norfolk está situada en el océano Pacífico Sur, al este de Australia. Es la isla principal del grupo que conforma el territorio, ubicada en las coordenadas 29°02′S 167°57′E / -29.033, 167.950. Su superficie terrestre es de 36 km², sin ninguna gran masa de agua interior, y posee 32 km de costa.

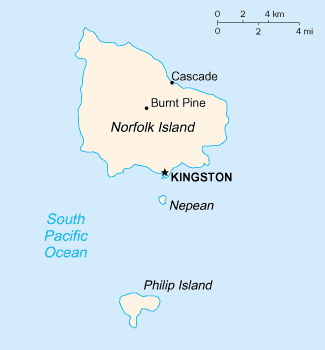
Mapa de la Isla Norfolk y la Isla Phillip.

El punto más elevado es el Monte Bates, con una altura de 319 m s. n. m., localizado en el cuadrante noroeste. La mayor parte del terreno es apropiado para la agricultura y otros usos relacionados.
La Isla Phillip es la segunda isla más grande del territorio, situada en las coordenadas 29°07′S 167°57′E / -29.117, 167.950, aproximadamente a 6 km al sur de la isla principal. Se trata de una formación volcánica con pendientes suaves.
La costa de la Isla Norfolk se caracteriza por presentar acantilados de diversas alturas. Los bienes que no pueden ser producidos localmente se importan por vía marítima, principalmente a través de Cascade Bay.
La actividad económica principal es la pesca comercial, debido a la limitada extensión de tierras cultivables. Sin embargo, alrededor del 25% de la isla posee pastizales permanentes. No existen terrenos con sistemas de riego. El área que rodea al Monte Bates forma parte del Parque nacional Isla Norfolk, siendo una zona protegida.
El asentamiento más importante es Burnt Pine, situado en las inmediaciones de Taylors Road. Existen otros asentamientos menores, compuestos principalmente por caseríos y amplias áreas rurales. La Casa de Gobierno, residencia oficial del Administrador, está ubicada en Quality Row, dentro del antiguo asentamiento penal de Kingston.
En la zona también se encuentran otros edificios gubernamentales importantes, como el tribunal, la Asamblea Legislativa y la administración general. No obstante, el papel actual de Kingston es fundamentalmente ceremonial, ya que la mayor parte del dinamismo económico proviene de Burnt Pine.

### Clima
La isla de Norfolk tiene un clima subtropical marino, caracterizado por ser templado. La temperatura nunca cae por debajo de los 10°C o supera los 26°C. La temperatura absoluta máxima registrada es de 28.4°C, mientras que la absoluta mínima registrada es de 6.2°C.
La precipitación promedio anual es de 1292.5 mm, las lluvias ocurren principalmente entre los meses de abril y agosto. Sin embargo, el resto de los meses también recibe una cantidad considerable de precipitaciones.La temperatura máxima promedio es de 25°C mientras que la mínima promedio es de 15°C.
| Parámetros climáticos promedio de Isla de Norfolk | Parámetros climáticos promedio de Isla de Norfolk | Parámetros climáticos promedio de Isla de Norfolk | Parámetros climáticos promedio de Isla de Norfolk | Parámetros climáticos promedio de Isla de Norfolk | Parámetros climáticos promedio de Isla de Norfolk | Parámetros climáticos promedio de Isla de Norfolk | Parámetros climáticos promedio de Isla de Norfolk | Parámetros climáticos promedio de Isla de Norfolk | Parámetros climáticos promedio de Isla de Norfolk | Parámetros climáticos promedio de Isla de Norfolk | Parámetros climáticos promedio de Isla de Norfolk | Parámetros climáticos promedio de Isla de Norfolk | Parámetros climáticos promedio de Isla de Norfolk |
| Mes                                               | Ene.                                              | Feb.                                              | Mar.                                              | Abr.                                              | May.                                              | Jun.                                              | Jul.                                              | Ago.                                              | Sep.                                              | Oct.                                              | Nov.                                              | Dic.                                              | Anual                                             |
| ------------------------------------------------- | ------------------------------------------------- | ------------------------------------------------- | ------------------------------------------------- | ------------------------------------------------- | ------------------------------------------------- | ------------------------------------------------- | ------------------------------------------------- | ------------------------------------------------- | ------------------------------------------------- | ------------------------------------------------- | ------------------------------------------------- | ------------------------------------------------- | ------------------------------------------------- |
| Temp. máx. abs. (°C)                              | 28.3                                              | 28.4                                              | 28.4                                              | 26.6                                              | 25.1                                              | 23.4                                              | 22.0                                              | 21.8                                              | 23.8                                              | 24.4                                              | 26.5                                              | 28.2                                              | 28.4                                              |
| Temp. máx. media (°C)                             | 24.5                                              | 24.9                                              | 24.3                                              | 22.7                                              | 20.9                                              | 19.3                                              | 18.4                                              | 18.3                                              | 19.0                                              | 20.2                                              | 21.7                                              | 23.4                                              | 21.5                                              |
| Temp. media (°C)                                  | 22.0                                              | 22.2                                              | 21.6                                              | 20.5                                              | 18.7                                              | 17.1                                              | 16.2                                              | 16.1                                              | 17.0                                              | 17.9                                              | 19.3                                              | 21.0                                              | 19.1                                              |
| Temp. mín. media (°C)                             | 19.1                                              | 19.6                                              | 19.2                                              | 17.8                                              | 16.1                                              | 14.7                                              | 13.5                                              | 13.2                                              | 13.7                                              | 14.8                                              | 16.1                                              | 17.8                                              | 16.3                                              |
| Temp. mín. abs. (°C)                              | 12.1                                              | 12.8                                              | 12.1                                              | 9.7                                               | 6.6                                               | 7.1                                               | 6.2                                               | 6.7                                               | 7.7                                               | 8.2                                               | 8.7                                               | 11.4                                              | 6.2                                               |
| Precipitación total (mm)                          | 85.6                                              | 95.2                                              | 101.8                                             | 123.8                                             | 132.0                                             | 146.3                                             | 141.8                                             | 127.2                                             | 94.3                                              | 84.9                                              | 72.8                                              | 85.7                                              | 1290.2                                            |
| Días de precipitaciones (≥ 1 mm)                  | 10.9                                              | 12.2                                              | 15.0                                              | 15.8                                              | 18.5                                              | 19.7                                              | 20.9                                              | 19.1                                              | 14.9                                              | 12.8                                              | 10.2                                              | 11.2                                              | 181.2                                             |
| Horas de sol                                      | 232.5                                             | 200.6                                             | 201.5                                             | 195.0                                             | 182.9                                             | 156.0                                             | 182.9                                             | 204.6                                             | 213.0                                             | 229.4                                             | 237.0                                             | 238.7                                             | 2474.1                                            |
| Fuente: Bureau of Meteorology                     |                                                   |                                                   |                                                   |                                                   |                                                   |                                                   |                                                   |                                                   |                                                   |                                                   |                                                   |                                                   |                                                   |

### Medio ambiente

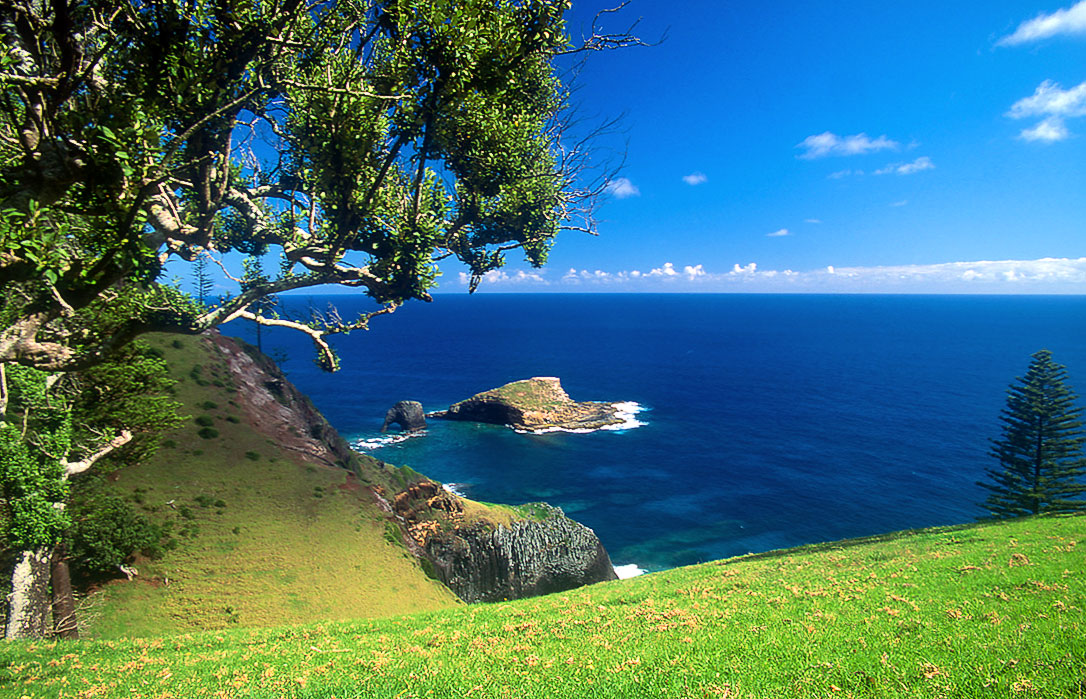
Roca Bird, Isla de Norfolk

La isla Norfolk forma parte de la zona biogeográfica provisional para la región de Australia de las "Islas sub-tropicales del Pacífico" (PSI) y forma la sub-región PSI02, con una superficie de 3.908 hectáreas (9.660 acres). El territorio alberga la eco-región terrestre de bosques sub-tropicales de la isla Norfolk.

#### Flora
La Isla Norfolk tiene 174 plantas nativas; 51 de ellas son endémicas. Al menos 18 de las especies endémicas son raras o están amenazadas. La palma de la Isla Norfolk y el helecho arborescente liso, el helecho arborescente más alto del mundo, son comunes en el parque nacional de la Isla Norfolk, pero raros en otras partes de la isla. 
Antes de la colonización europea, la mayor parte de la Isla Norfolk estaba cubierta por bosque lluvioso sub-tropical, cuyo dosel estaba hecho de Araucaria heterophylla (pino de la isla Norfolk) en áreas expuestas, y la palma Rhopalostylis baueri y helechos arborescentes Cyathea brownii y C. australis en áreas más húmedas protegidas. El sotobosque estaba lleno de lianas y helechos que cubrían el suelo del bosque. Solo queda un pequeño tramo 5 km², de selva tropical, que fue declarado parque nacional de la Isla Norfolk en 1986.
Este bosque ha sido infestado con varias plantas introducidas. Los acantilados y las empinadas laderas del monte Pitt sostenían una comunidad de arbustos, plantas herbáceas y trepadoras. Se han conservado algunas extensiones de vegetación costera y de acantilados. El resto de la isla se ha limpiado para pastos y viviendas. El pastoreo y las malezas introducidas amenazan actualmente a la flora nativa, desplazándola en algunas zonas. De hecho, hay más especies de malezas que especies nativas en la isla Norfolk.
En junio del 2021, se descubrió que el petrel heraldo, un tipo de petrel tábano, se produce mayormente en esta isla. Se lo pudo observar mayormente en tierra, debajo de arbustos, comportamientos propios de un sitio de anidación en la supèrficie para esta especie. Convirtiendo a la Isla Norkfol en uno de los cuatro únicos lugares de Australia donde se ha registrado petrelheraldo. Abriendo paso a investigaciones futuras para saber si la especie intenta establecerse en la isla, un lugar con un hábitat adecuado y sin depredadores introducidos a la fuerza.

#### Fauna

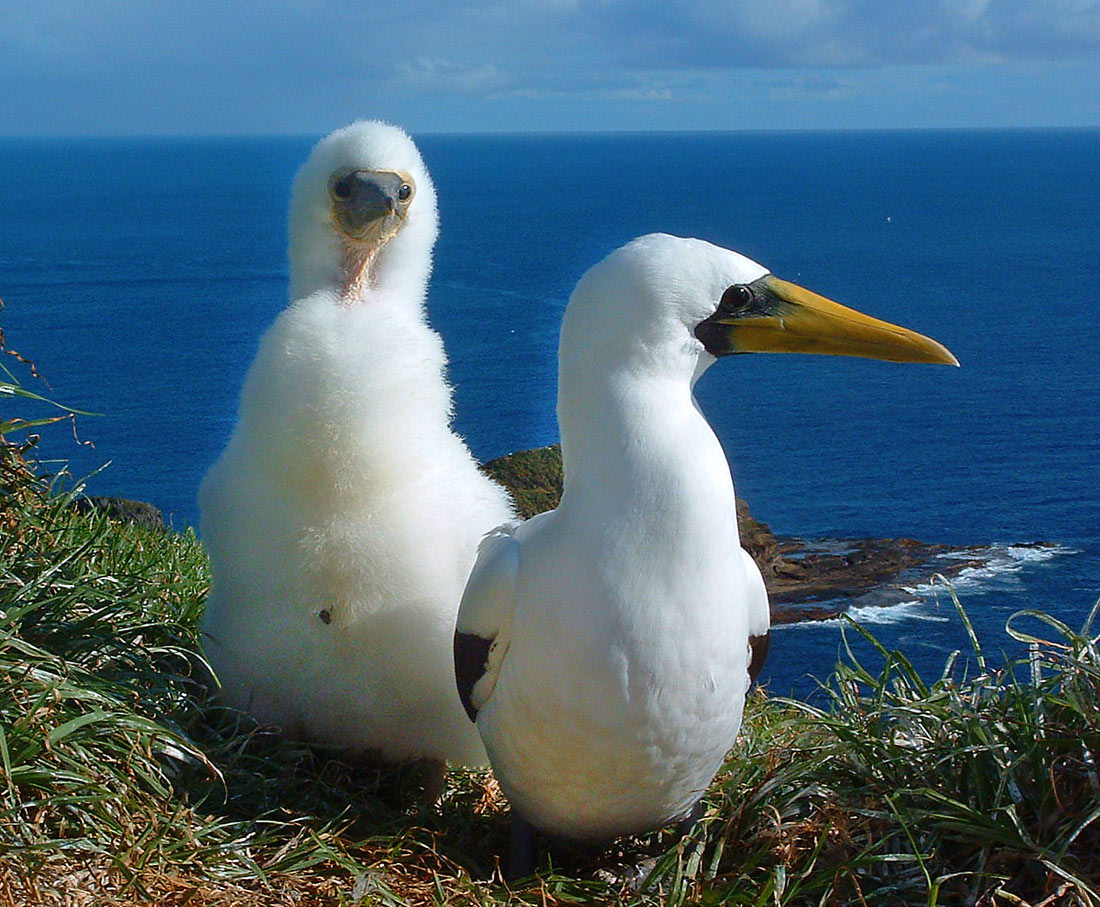
Ejemplares de Sula dactylatra en la Isla

Como una isla oceánica relativamente pequeña y aislada, Norfolk tiene pocas aves terrestres, pero un alto grado de endemicidad entre ellas. La isla Norfolk alberga una radiación de unas 40 especies endémicas de caracoles.
Muchas de las especies y subespecies de aves endémicas se han extinguido como resultado de la tala masiva de la vegetación nativa de la isla de la selva subtropical para la agricultura, la caza y la persecución como plagas agrícolas. 
Las aves también han sufrido la introducción de mamíferos como ratas, gatos, cerdos y cabras, así como de competidores introducidos como mirlos comunes y rosellas carmesí. 
Aunque la isla es políticamente parte de Australia, muchas de las aves nativas de la isla Norfolk muestran afinidades con las de la vecina Nueva Zelanda, como el kākā de Norfolk, la paloma de Norfolk y el búho boobook de Norfolk.
Las extinciones incluyen las del endémico kākā de Norfolk y la paloma de Norfolk, mientras que de las subespecies endémicas el estornino, el thriller, el tordo y el búho boobook están extintos, aunque los genes de este último persisten en una población híbrida descendiente de la última hembra. 
Otras aves endémicas son el ojo blanco de pecho blanco, que puede estar extinto, el periquito de Norfolk, el gerygone de Norfolk, el ojo blanco de pico delgado y las subespecies endémicas del petirrojo del Pacífico y el silbador dorado. Los huesos subfósiles indican que una especie de Coenocorypha snipe también se encontró en la isla y ahora está extinta, pero las relaciones taxonómicas de esto no están claras y aún no se han descrito científicamente.
La Nepean del grupo de islas Norfolk también es el hogar de aves marinas reproductoras. El petrel de providencia fue cazado hasta la extinción local a principios del siglo XIX, pero ha mostrado signos de volver a reproducirse en Phillip Island. Otras aves marinas que se reproducen allí incluyen el petrel de cuello blanco, el petrel de Kermadec, la pardela de cola de cuña, el alcatraz de Australasia, el pájaro tropical de cola roja y el charrán gris. 
El charrán hollín (conocido localmente como el ave ballena) tradicionalmente ha estado sujeto a la recolección de huevos estacional por parte de los isleños de Norfolk.
La isla Norfolk, con la vecina isla Nepean, ha sido identificada por BirdLife International como un Área Importante para las Aves porque alberga a todas las poblaciones de periquitos de pecho blanco y ojos blancos de pico delgado, periquitos de Norfolk y gerygones de Norfolk, así como a más del 1% de las poblaciones mundiales de pardelas colirrojas y aves tropicales de cola roja. La cercana Phillip Island se trata como una IBA separada.
La isla Norfolk también tiene un jardín botánico, que alberga una gran variedad de especies de plantas. Sin embargo, la isla tiene solo un mamífero nativo, el murciélago barbudo de Gould (Chalinolobus gouldii). Es muy raro y puede que ya esté extinto en la isla.
La Papilio amynthor es una especie de mariposa que se encuentra en la isla de Norfolk y las islas de la Lealtad.
Los cetáceos fueron históricamente abundantes alrededor de la isla ya que las cacerías comerciales en la isla estuvieron operando hasta 1956. Hoy en día, un gran número de ballenas más grandes ha desaparecido, pero incluso hoy en día muchas especies como la ballena jorobada, la ballena minke, la ballena sei y los delfines se pueden observar cerca de la costa, y se han realizado encuestas científicas con regularidad. 
Las ballenas francas Australes alguna vez fueron migrantes regulares a Norfolk, pero se vieron gravemente mermadas por las cacerías históricas y, además, por la reciente caza ilegal de ballenas rusa y japonesa, lo que resultó en ninguna o muy pocas, si es que aún quedan restos.

## Economía
La principal actividad económica de la isla es el turismo, que ha aumentado constantemente a lo largo del tiempo. Dado que la Isla Norfolk prohíbe la importación de fruta fresca y verduras, la gran mayoría es producida localmente. La carne de vaca es producida localmente pero también importada. 
La moneda que se usa en la Isla Norfolk es el dólar australiano.La emisión de sellos postales, principalmente destinado al coleccionismo, es también una importante fuente de ingreso para su economía. 
La fuerza de trabajo es de 978 personas, de las cuales 80% trabaja en el sector servicios, 14% en la industria y sólo el 6% en la agricultura.

## Demografía

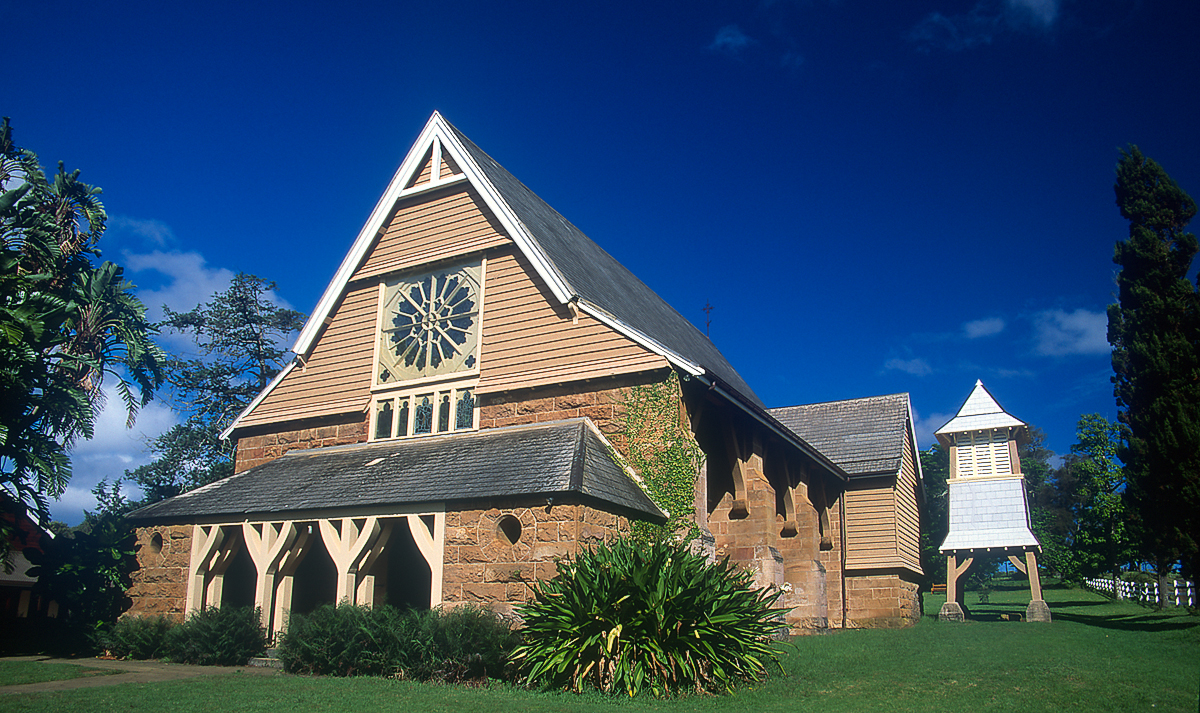
Capilla Melonesia en la Isla Norfolk.

La población de la isla de Norfolk era de 2.188 en el censo de 2021, la cual ha ido disminuyendo desde un máximo de 2601 personas en 2001, según la Oficina Australiana de Estadísticas.La emigración está aumentando a medida que muchos isleños se aprovechan de la estrecha relación entre la Isla Norfolk, Australia y Nueva Zelanda.
El crecimiento anual se estimó en el 0.01%. Según The World Factbook para 2012 la población total ya era de 2182 habitantes.De acuerdo a estimaciones de 2013, la capital Kingston agrupaba a 917 de los residentes.
La única escuela de la isla proporciona educación hasta los doce años, por lo que los estudiantes que quieran completar los estudios terciarios deben salir de la isla. Además, la pequeña economía de la isla causa que muchos trabajadores cualificados tengan que emigrar.
La mayoría de los isleños son de origen europeo, descendientes de los amotinados en el HMAV Bounty y también llegados más recientemente de Australia y Nueva Zelanda. Los descendientes de los amotinados del Bounty tienen algunos rasgos polinesios, aunque solo una minoría se consideran polinesios.
Esta herencia común ha dado lugar a un número limitado de apellidos entre los isleños, un límite lo suficientemente restrictivo como para que el directorio telefónico de la isla también incluya apodos para muchos suscriptores, como Carrots, Dar Bizziebee, Diddles, Geek, Lettuce Leaf, Possum, Pumpkin, Smudgie, Truck y Wiggy.
La mayoría de los habitantes son cristianos protestantes. En 1996, el 37.4% pertenecía a la Comunión anglicana, el 14.5% a la Iglesia Unida, el 11.5% a la Iglesia católica y el 3.1% a la Iglesia Adventista del Séptimo Día. En el censo de 2006, el 19,9% no tenía religión en comparación con el 13,2% en 1996.
Los isleños hablan tanto inglés como una lengua criolla conocida como norfulkense, norfuk o pitkern, como se denomina en dicha lengua, una mezcla de inglés del siglo XVIII y tahitiano. El norfuk está perdiendo popularidad a medida que la isla recibe más turistas y la gente joven sale de la isla en busca de estudios o trabajo. 
Aun así, se están realizando esfuerzos para mantenerlo vivo mediante diccionarios y cambiando los nombres tradicionales de algunos lugares turísticos por sus equivalentes en norfuk. En abril de 2005, fue declarada la lengua cooficial de la isla. No obstante, a pesar del reconocimiento y su protección, el uso de la lengua no se exige de forma oficial y siempre debe ir acompañado de una traducción precisa al inglés.